# سرگئی شلپاکوف
سرگئی شلپاکوف (روسی: Серге́й Васильевич Шелпаков؛ زادهٔ ۱۸ سپتامبر ۱۹۵۶) دوچرخه‌سوار اهل اتحاد جماهیر سوسیالیستی شوروی است.
وی در مسابقات کشوری و بین‌المللی در مجموع برندهٔ ۱ مدال طلا شده‌است.